# Jon Levine
Jon Levine (Phoenix, 29 settembre 1963) è un ex tennista statunitense.

## Carriera
In carriera ha raggiunto nel doppio la 41ª posizione della classifica ATP, mentre nel singolare ha raggiunto il 120º posto. Nei tornei del Grande Slam ha ottenuto il suo miglior risultato raggiungendo i quarti di finale di doppio all'Open di Francia nel 1988 e agli US Open sempre nello stesso anno, entrambi in coppia con il connazionale Eric Korita.